# Dominic Green
Dominic Jevon Green (Renton, 29 marzo 1997) è un cestista statunitense.